# Fondazione Santa Lucia
La Fondazione Santa Lucia IRCCS è una struttura ospedaliera privata che sorge nel quadrante sud di Roma. È interamente dedicata alla neuroriabilitazione ospedaliera di alta specialità e alla ricerca nelle neuroscienze.

## Storia
Nata nel 1960 come centro per l’assistenza ai veterani della seconda guerra mondiale, è diventata nel tempo il più grande ospedale monospecialistico italiano per la neuroriabilitazione ospedaliera di alta specialità.
Dal 1992 è riconosciuta dal Ministero della salute come IRCCS e, attualmente, opera nel settore delle neuroscienze con 60 laboratori e circa 300 ricercatori dedicati alla ricerca traslazionale e alla ricerca di base.

## Descrizione
L’ospedale è costituito da 6 Unità Operative Complesse, per un totale di 325 posti letto. Ciascuna UOC svolge attività sia clinica sia di ricerca:
- UOC Neuroriabilitazione 1: prevalentemente dedicata a persone con lesioni midollari o altre lesioni del sistema nervoso.
- UOC Neuroriabilitazione 2: prevalentemente dedicata a persone con traumi cranici o severe lesioni del sistema nervoso.
- UOC Neuroriabilitazione 3: prevalentemente dedicata a persone affette da malattie neurodegenerative e di persone colpite da ictus.
- UOC Neuroriabilitazione 4: prevalentemente dedicata a persone colpite da ictus e lesioni del sistema nervoso centrale e periferico.
- UOC Neuroriabilitazione 5: prevalentemente dedicata a persone colpite da Sclerosi Multipla e da Ictus.
- UOC Neuroriabilitazione 6: prevalentemente dedicata a persone colpite da Ictus e altre patologie del sistema nervoso.

L’ospedale assiste ogni anno circa 2.200 pazienti.
Fanno parte della struttura ospedaliera anche l'attività specialistica ambulatoriale erogata nel poliambulatorio, il servizio di diagnostica per immagini, il laboratorio di analisi, il laboratorio di genomica molecolare e biochimica clinica, la Biobanca e la piscina di idrokinesiterapia.
L’ospedale è dotato di strumenti ad alta innovazione tecnologica, come interfacce cervello computer brevettate, robotica avanzata per la neuroriabilitazione e il servizio specializzato di riabilitazione assistita con tecnologia (SARA-t) dedicato ad interfacce di comunicazione con l’ambiente per pazienti con gravi disabilità.
Presso il Santa Lucia è presente un reparto di neuroriabilitazione extra-ospedaliera e neuroriabilitazione pediatrica, quest’ultimo assiste ogni anno circa 500 bambini.
In regime di day hospital vengono offerte anche altre prestazioni afferenti alla neuroriabilitazione, come la neuroriabilitazione urologica o foniatrica.

## Ricerca
L’attività di ricerca si divide tra l’ospedale, che ospita i laboratori di ricerca traslazionale, e il Centro Europeo di Ricerca sul Cervello (CERC) dedicato alla ricerca preclinica e di base.
L’attività di ricerca della Fondazione Santa Lucia IRCCS si svolge in 60 laboratori divisi tra la struttura ospedaliera principale e il Centro Europeo di Ricerca sul Cervello, nato nel 2005 e situato in via del Fosso di Fiorano, 64. 
Nel 2019 la Fondazione Santa Lucia ha prodotto 470 articoli scientifici per un fattore di impatto complessivo di oltre 2000 punti, confermandosi tra i primi 10 IRCCS italiani e tra gli istituti europei di riferimento nell'ambito delle neuroscienze.
L’IRCCS ha rapporti di collaborazione nel settore della ricerca con oltre 100 enti tra Università, Centri di ricerca e altre organizzazioni in Italia e all'estero, in particolare con l'Università Sapienza, l'Università di Roma Tor Vergata, l'Università di Roma Tre e l'Università Campus Bio-Medico di Roma. Partecipa alle reti dell'Istituto superiore di sanità IATRIS (Italian Advanced Translational Research Infrastructure) ed EATRIS (European Advanced Translational Research Infrastructure in Medicine), alla Rete per la diagnosi, il monitoraggio e la cura delle atassie pediatriche e alla Rete degli IRCCS specializzati nel settore delle neuroscienze, di cui coordina la Piattaforma di genomica.
Sono inoltre attive collaborazioni con le principali agenzie spaziali (NASA, ESA, ASI) dovute all'attività di ricerca biomedica spaziale avviata presso l’IRCCS.

### Linee di ricerca
Le linee di ricerca dell'IRCCS si dividono in:
- Linea di ricerca A: Neurologia Clinica e Comportamentale. Direttore: Carlo Caltagirone
- Linea di ricerca B: Metodologie innovative in neuroriabilitazione. Direttore: Francesco Lacquaniti
- Linea di ricerca C: Neuroscienze Sperimentali. Direttore: Nicola Mercuri
- Linea di ricerca D: Neuroriabilitazione cognitiva e motoria. Direttore: Stefano Paolucci
- Linea di ricerca E: Ricerca Clinica Traslazionale. Direttore: Marco Molinari